# Ekplexita
L'ekplexita és un mineral que pertany al grup de la valleriïte. El seu nom prové del grec «ekpelxis» (έκπληξις), que significa sorpresa, en al·lusió a la sorprenent combinació d'elements de la seva fórmula química.

## Característiques
L'ekplexita és un element químic de fórmula química (Nb,Mo,W)S₂·(Mg1-xAlx)(OH)2+x. Cristal·litza en el sistema trigonal. La seva duresa a l'escala de Mohs és 1. Forma nius lenticulars de fins a 0,2 mm x 1 mm x 1 mm que consisteixen en agregats gairebé paral·lels, radiants o caòtics de flocs.

## Formació i jaciments
L'ekplexita té un origen hidrotermal en fenites formades per fluids peralcalins. S'ha descrit associada a ortosa, anortòclasi, nefelina, fluoroflogopita, corindó, pirrotina, pirita, rútil, monazita-(Ce), grafit, edgarita, molibdenita, tungstenita, alabandita.